# 國民政府中央逆產處理委員會

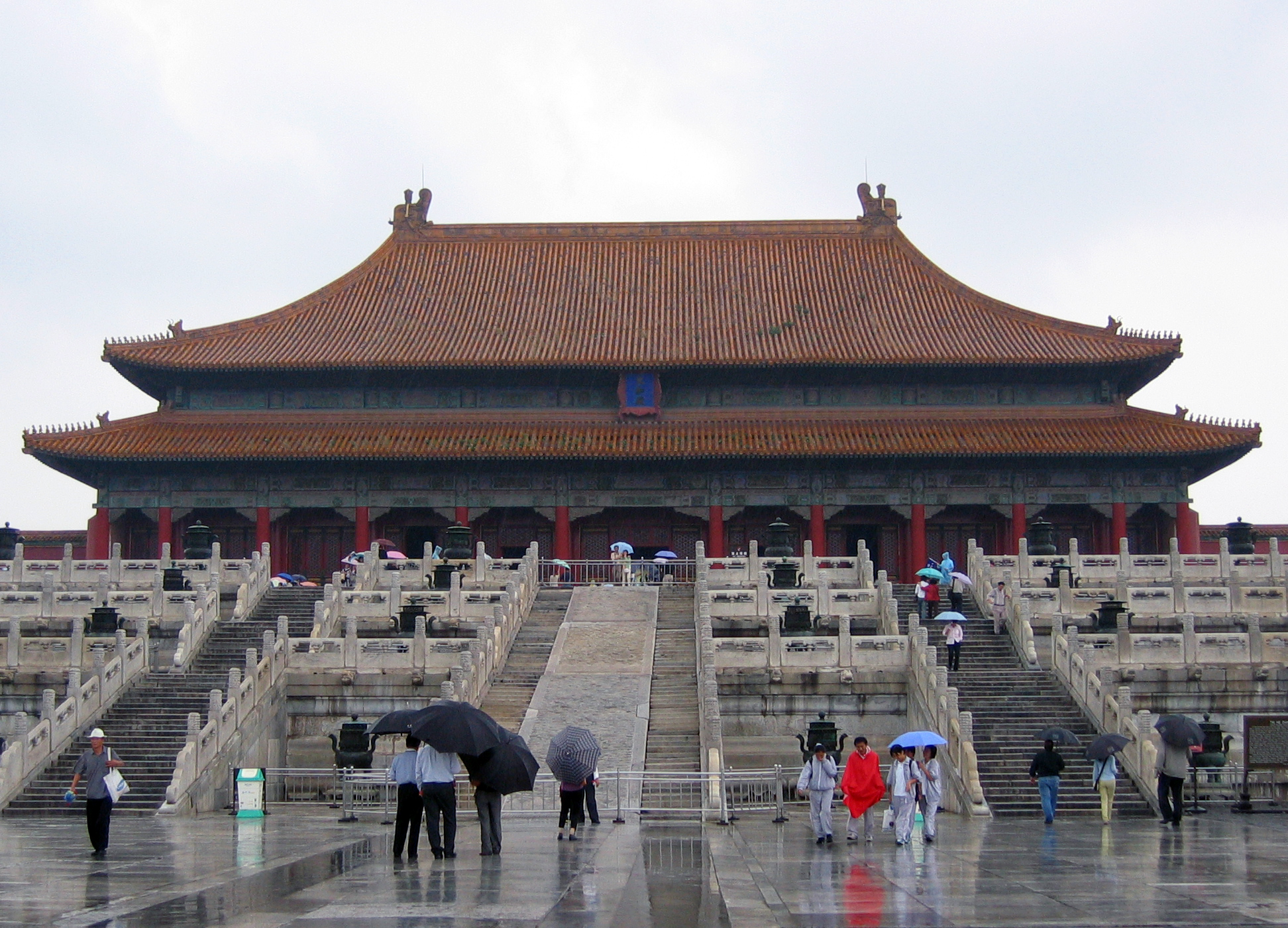
逆產處委會的主要標的：故宮

國民政府中央逆產處理委員會為1928年7月25日成立之中華民國國民政府直屬機關。名義上，該委員會主要功能在於處理清朝或舊「軍閥」遺留之財產。不過實際上，卻是專門成立用來協助國民政府處理拍賣北平（今北京）故宮博物院內文化資產所設。換句話說，這裡的「逆產」其實單單指故宮博物。

## 背景
1925年7月，國民黨於廣州成立國民政府、國民政府委員會及國民政府軍事委員會。1928年6月初，以黃埔軍校為主的國民革命軍以相當快的速度進佔了京兆地方；自此，國民政府受到國際社會承認，成為中國唯一合法政府；而隨國民政府從廣州北遷至南京的國民政府委員會則成為該政府的最高決策機關。
6月28日，國民政府委員會委員、知名教育學家經亨頤提案：認為北平故宮博物館之文化資產為「遜清」之逆產（叛逆之不法財產），為了剔除舊中國的影響，故宮遺留寶物應該連同其他地區已潰敗軍閥所遺留下來的財產一同拍賣，不但可象徵中國脫離清朝統治，其變賣金額亦可挹注國庫。經過一天討論後，6月29日，合議制為主、人數為50餘名的國民政府委員會以懸殊票數通過此提案，並研擬成立專責機構予以處理。

## 組織概況
1928年7月25日，以處理故宮寶物為主要任務的「國民政府中央逆產處理委員會」正式成立，直屬國民政府，採合議制；委員分別為經亨頤、徐元誥、田桐、朱紹良、劉盥訓，以及內政部長薛篤弼與財政部長宋子文等兩位當然委員。

## 輿論反映
當拍賣故宮寶物法案於國民政府通過後，中國各地民眾反應不一，不過普遍皆認為國民政府此項決議過於草率且荒謬。而對此法案抱持激烈反對的，又以北平故宮博物院就職職工與前往接收故宮的易培基與李宗侗等最具代表性。
此案一通過，已坐鎮北平故宮研究文化資產保存的易培基與沈兼士等5人公開指陳經亨頤提案極為不當，也疾呼國民政府應重新審視該不當法案。同年7月9日故宮博物院重新開放後，易培基隨即積極招待國民政府高級官員諸如蔣中正（介石）、馮玉祥、閻錫山等人前往參觀，希望藉此舉能設法爭取蔣中正等人支持保存故宮寶物。而在南京方面，國民黨重要人士張繼也以「古物保管委員會主席」名義，要求國民政府委員會重新否決經亨頤提案。在此壓力下，朱紹良不得不於8月11日辭去中央逆產處理委員會委員一職。

## 主席更換
9月21日，經折衝討論結果，經亨頤所提之「變賣故宮寶物」法案被國民政府追回否決，並研議制定「故宮博物院組織法」來保存故宮之文化資產。此新法案通過後，逆產處理委員會主席經亨頤憤而辭職，職缺則由劉盥訓兼代。事實上在此之後，該委員會僅由田桐一人獨自操作並與地方委員龔村榕從事沒收部分軍閥逆產用以賑災的工作。

## 裁撤與後續
由於逆產定義難以認定，加上成員人力短少與主要對象消失，1928年12月5日，中央逆產處理委員會被裁撤；隔年2月，易培基正式被國民政府任命爲故宮博物院院長。不過，稍早大力封殺中央逆產處理委員會的易培基卻在1933年9月被控盜寶，也有另一說為被政敵誣告。
雖說中央逆產處理委員會成立時間相當短暫，但是其成立模式、運作、功能、組織等被後來中國各級政府用來催討漢奸財產，例如1950年代由中華人民共和國各級地方人民政府所組成的逆產清理委員會。